# Saint-Maurice-lès-Charencey
Saint-Maurice-lès-Charencey foi uma comuna francesa na região administrativa da Normandia, no departamento Orne. Estendia-se por uma área de 16,37 km². Em 2010 a comuna tinha 816 habitantes (densidade: 49,8 hab./km²).
Em 1 de janeiro de 2018, passou a formar parte da nova comuna de Charencey.